# Камера Гертера
Камера Гертера — прилад, сконструйований К. Гертером для визначення температур, яким тварини надають перевагу. У простому випадку К. Г. має вигляд довгого, вузького ящика з дном з товстої металевої смуги. Один її кінець охолоджується в посудині з кригою, інший — нагрівається електроплиткою. В результаті виникає градієнт (перепад) температур Посаджена до камери тварина залежно від своїх екологічних потреб обирає певну її ділянку, що дозволяє після серії експериментів визначити температуру, якій тварини надають перевагу.